# 吉米·卡特故居
吉米·卡特故居位于美国喬治亞州普莱恩斯伍德兰大道209号，是美国第39任總統吉米·卡特和其妻罗莎琳·卡特過世前長期居住之地。卡特家族自1961年起便居於此地，直到2024年吉米·卡特去世。
本棟房屋由卡特夫婦在1960－1961年間建造，後分別於1974、1981年增建門廊、車庫與客房。
2010年前後，卡特夫婦改造房屋时亲自拆掉了一面墙。罗莎琳·卡特称，由于夫妻俩长期於慈善机构仁人家园工作，推倒这堵墙就像是他们的第二天性。
此棟房屋占地2.4英畝（0.97公頃），因卡特家庭成員增加而建造，建造成本在當時为每平方英尺10 美元。
美國歷史建築調查組織描述這棟房子为“朴素的1960年代牧场式房屋”。2018年，凯文·沙利文和玛丽·乔丹为华盛顿邮报撰写了关于卡特家族在此地生活的专题報導，描述这棟房子“虽有些陈旧，但温馨舒适”。 
吉米·卡特在院子裡挖了一座池塘，在裡面釣魚。院子中有一棵木蘭，原先由前總統安德鲁·杰克逊栽種於白宮草坪上。

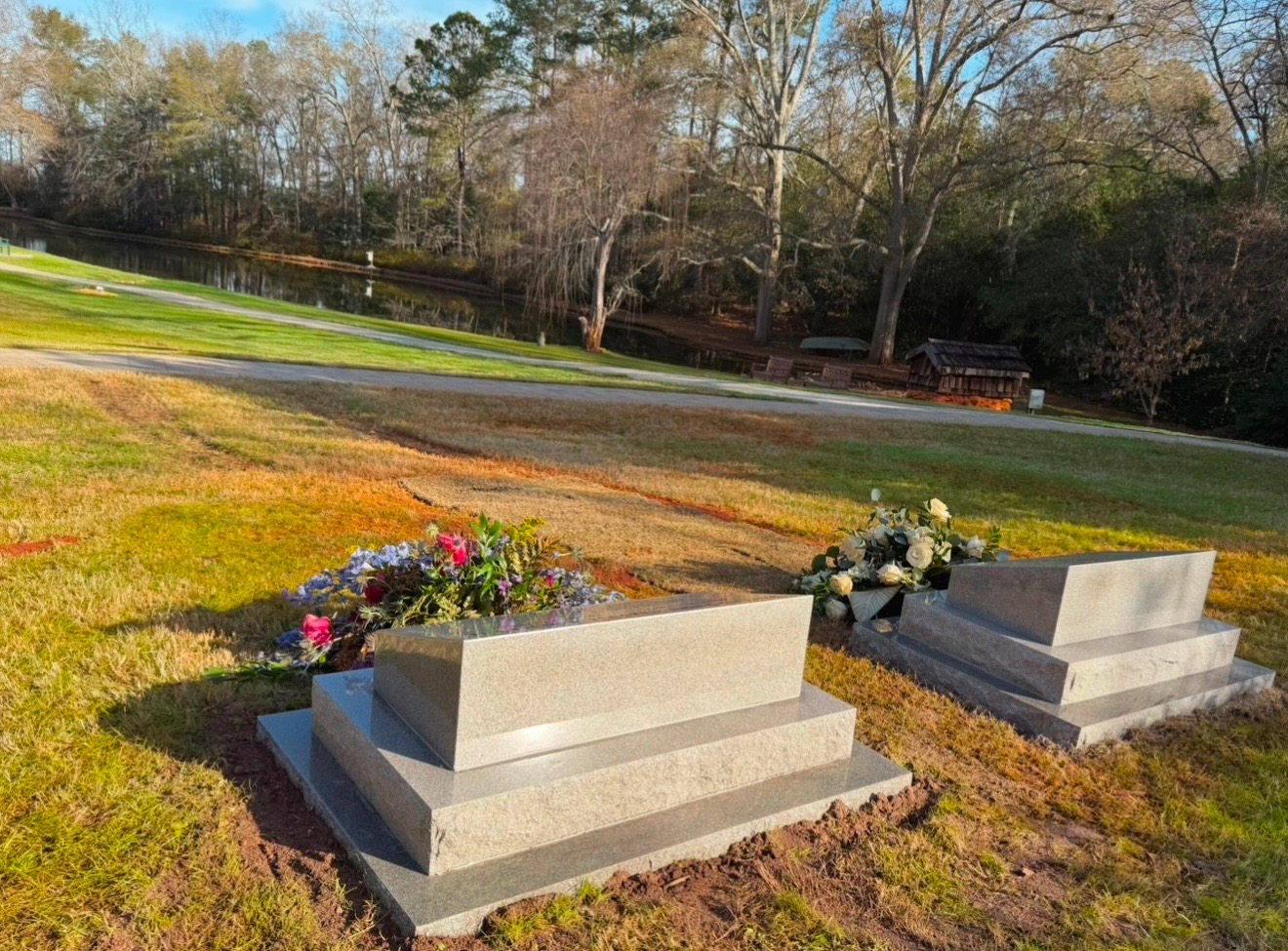
吉米和罗莎琳·卡特的坟墓位于喬治亚州平原的家附近

吉米·卡特和罗莎琳·卡特夫妇埋葬在此處草坪上的一棵柳树旁。该故居是吉米卡特國家歷史公園的一部分，目前不对外开放。该房屋的所有權狀已轉予国家公园管理局，後者将故居改建成博物馆，并在卡特葬礼后對外开放参观。在吉米·卡特去世之前，此地一直受美国特勤局保护。1981年卡特卸任，夫妇从华盛顿特区返回此地后，联邦政府收购伍德兰大道1号的相邻房产（名為格南楼“Gnann House”）供特勤局使用。
卡特夫妇作为总统故居博物馆計畫的在世参与者，积极参与博物馆未来的规划。未来的導览项目将包括游泳池、网球场和房子的后院，此地也将修建新道路和长椅，並展出吉米·卡特的木工坊。国家公园管理局计划建造一座房屋博物馆，展示卡特夫妇過去在此生活的痕跡。花园将按照環境生態原则管理，以体现罗莎琳·卡特对傳粉花園的兴趣。

## 另見
- 美國總統官邸列表（英语：List of residences of presidents of the United States）
- 美国总统和副总统的墓地列表（英语：List of burial places of presidents and vice presidents of the United States）

## 外部連結
- 国家公园管理局 - 吉米·卡特国家历史公园